# Saint-Igny-de-Vers
Saint-Igny-de-Vers es una comuna francesa situada en el departamento de Ródano, de la región de Auvernia-Ródano-Alpes.

## Demografía
| 828 | 759 | 729 | 598 | 503 | 553 | 604 | 594 |
| Para los censos de 1962 a 1999 la población legal corresponde a la población sin duplicidades (Fuente: INSEE [Consultar]) |     |     |     |     |     |     |     |